# Blair Redford
David Blair Redford (ur. 27 lipca 1983 w Atlancie) – amerykański aktor filmowy i telewizyjny pochodzenia angielskiego, szkockiego, irlandzkiego, niemieckiego, walijskiego, holenderskiego, duńskiego i rdzennoamerykańskiego. 

## Życiorys
Urodził się w Atlancie w stanie Georgia jako syn Deborah Warner Corrao. Wychowywał się na przedmieściach Canton w Georgii. Uczęszczał do Sequoyah High School, gdzie był kapitanem szkolnej drużyny tenisowej. Trenował też karate i pływanie. Studiował na Kennesaw State University w Kennesaw. Pracował przez kilka lat jako kaskader w Black Knight Stunts, zespole kaskaderskim z siedzibą w Atlancie, i podczas Georgia’s Renaissance Festival, wykonywał akrobacje, tworząc piracką postać jako „Rusty Compass”. W 2002 jako jeden z uczniów szkół średnich wystąpił w kampanii reklamowej PSA „Great American Moments” TBS. Został odkryty przez łowcę talentów w Atlancie. Był wyjątkowym tenisistą i zaoferowano mu liczne stypendia sportowe, ale odrzucił je na rzecz aktorstwa. 
Rozpoczął karierę od zwycięstwa w otwartym naborze w Warner Bros., który dał mu miejsce jako członka zespołu WB Road Crew. W 2004 wystąpił jako Tim w serialu The WB Blue Collar TV. Po około półtora roku w Road Crew przeprowadził się do Los Angeles. Po krótkim czasie dostał rolę Scotta „Scotty’ego” Graingera Jr. w operze mydlanej CBS Żar młodości (2005–2006). Potem występował jako Miguel Lopez-Fitzgerald w operze mydlanej NBC Passions (2007–2008) i jako Oscar w serialu The CW 90210 (2010). 
Po rolach w filmach Dzień, w którym zatrzymała się Ziemia (The Day the Earth Stood Still, 2008), Burleska (Burlesque, 2010) i Goy (2011), został zaangażowany w produkcję serialu ABC Family The Lying Game (2011–2013), gdzie zagrał jednego z głównych bohaterów, Ethana Whitehorse’a.

## Filmografia

### Filmy
- 2008: Dzień, w którym zatrzymała się Ziemia (The Day the Earth Stood Still) jako pilot
- 2010: Burleska (Burlesque) jako James
- 2011: Goy jako Paul Rosenberg
- 2014: V/H/S: Viral w roli samego siebie

### Seriale TV
- 2005–2006: Żar młodości jako Scotty Grainger
- 2007: Powrót na October Road jako Ross St. Marie
- 2007: Rodzina Duque jako Marcus
- 2007–2008: Passions jako Miguel Lopez-Fitzgerald
- 2008: Lincoln Heights jako Miguel
- 2009: FlashForward: Przebłysk jutra jako Joel
- 2009: CSI: Kryminalne zagadki Miami jako Troy Billings
- 2010: Huge jako Ryan Boone / Arturo
- 2010: 90210 jako Oscar
- 2011–2013: Switched at Birth jako Tyler "Ty" Mendoza
- 2011–2013: The Lying Game jako Ethan Whitehorse
- 2013: CSI: Kryminalne zagadki Las Vegas jako Luke Holland
- 2013: Piękna i Bestia
- 2014–2015: Niewierni jako Simon Waverly
- 2017–2019: The Gifted: Naznaczeni jako John Proudstar / Thunderbird

### gry wideo
- 2013: Beyond: Dwie dusze jako Jay (głos)